# Augustin Marcotte de Quivières
Pour les articles homonymes, voir Marcotte de Quivières et Marcotte.
Pour les autres membres de la famille, voir Famille Marcotte.
Augustin Marie Paul Marcotte de Quivières, né le 26 mai 1853 à Mérignac (Gironde) et mort le 23 février 1907 à Paris, est un artiste peintre français.

## Biographie
Fils de Louis Marcotte de Quivières, agent de change et sous-préfet, et de Thérèze Gabrielle d'Amblat, Augustin Marcotte de Quivières devient l'élève de William Bouguereau. Il débute au Salon de Paris de 1880 et expose au Salon de Bordeaux en 1880, ainsi que dans divers Salons de province.
Marcotte de Quivières est nommé peintre officiel de la Marine en 1890.